# Provodina
Provodina (cyr. Проводина) – wieś w Czarnogórze, w gminie Herceg Novi. W 2011 roku liczyła 823 mieszkańców.